# Gabriel Finne
Gabriel Finne (10. února 1866, Bergen – 3. července 1899, Kristiania) byl norský naturalistický spisovatel.

## Spisy
- Filosofen (1889)
- Unge syndere (Mladí hříšníci, 1889)
- Doktor Wangs Børn (1890)
- To damer (1891)
- Uglen (Sova, 1893)
- Før afskeden (1894)
- I afgrunden (1898)

### České překlady
- Sova, drama o jednom dějství, překlad Hugo Kosterka, Praha, Vzdělávací bibliotéka, 1896, v Praze hrána:
  - Intimní volné jeviště (Moderní revue)
  - pod názvem Sýček Národní divadlo, premiéra: 21. prosinec 1898[1]
- Mladí hříšníci, překlad Hugo Kosterka, KDA, svazek 28, Praha, Kamilla Neumannová, 1907